# Praktparakit
Praktparakit (Neophema pulchella) är en fåtalig fågel i familjen östpapegojor inom ordningen papegojfåglar.

## Utbredning och levnadssätt
Praktparakitens utbredningsområde finns i östra Australien, från sydöstra Queensland, över New South Wales och in i nordöstra  Victoria. Nittio procent av populationen återfinns i New South Wales. Den är en stannfågel, men kan flytta sig kortare sträckor.
Arten påträffas på grässlätter och i områden med glesa träd i släktena Eucalyptus  och Callitris. Den äter huvudsakligen gräs och frön och ibland blommor, frukt och sköldlöss. Den bygger bo i hål i gummiträdens stam. En stor andel av de områden där den skulle ha kunnat häcka har förändrats så att de inte längre är lämpliga för praktparakiten.

## Utseende
För att vara en papegoja är praktparakit liten och lätt, 20 centimeter lång och endast 40 gram tung. Hanen är huvudsakligen grön, med mer gulaktig undersida starkt turkos-blått ansikte. Hanens vingar är huvudsakligen blå, men med röda skuldror. Honan är blekare och har mindre starka färger, med blekgrönt bröst och gul mage och utan röd fläck på vingen. 

## Praktparakiten och människan
Antalet individer minskade kraftigt i början av 1900-talet men tycks vara på väg att återhämta sig och arten kategoriseras idag som livskraftig av internationella naturvårdsunionen IUCN. Den har hållits som husdjur sedan 1800-talet och i fångenskap finns flera olika färgvarianter.

## Bildgalleri

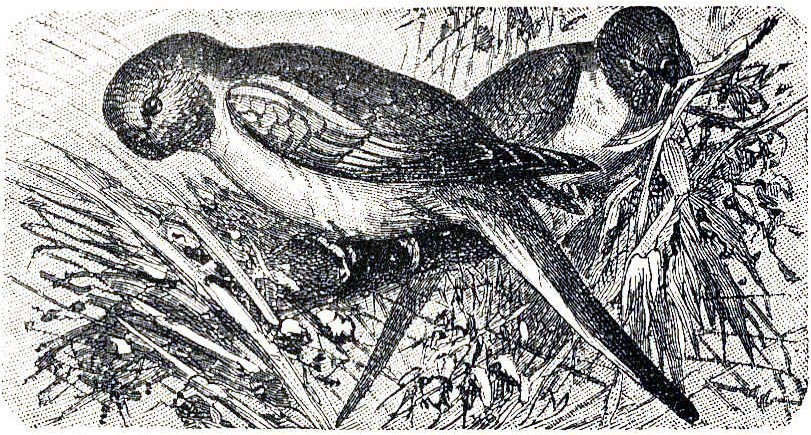
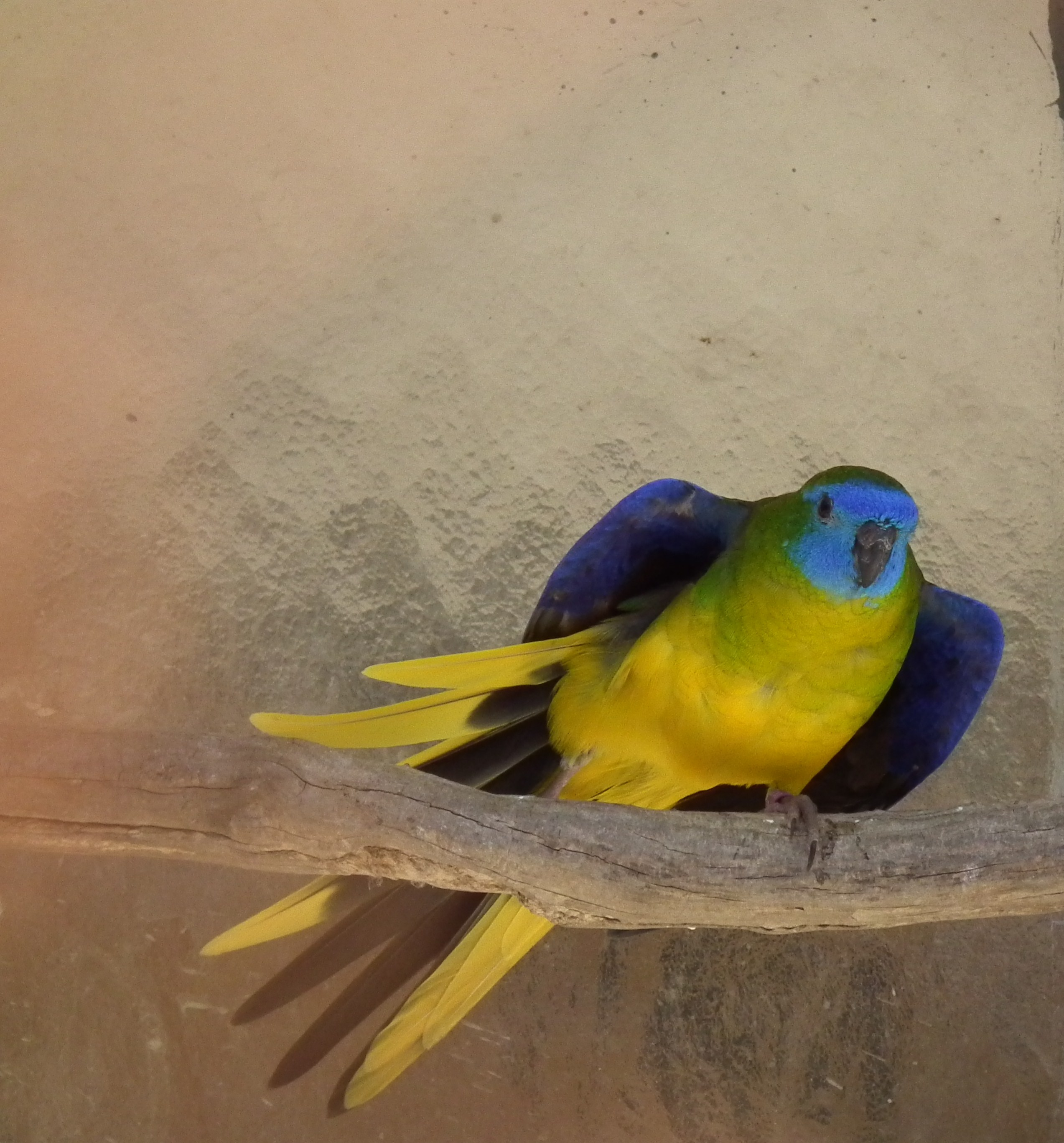
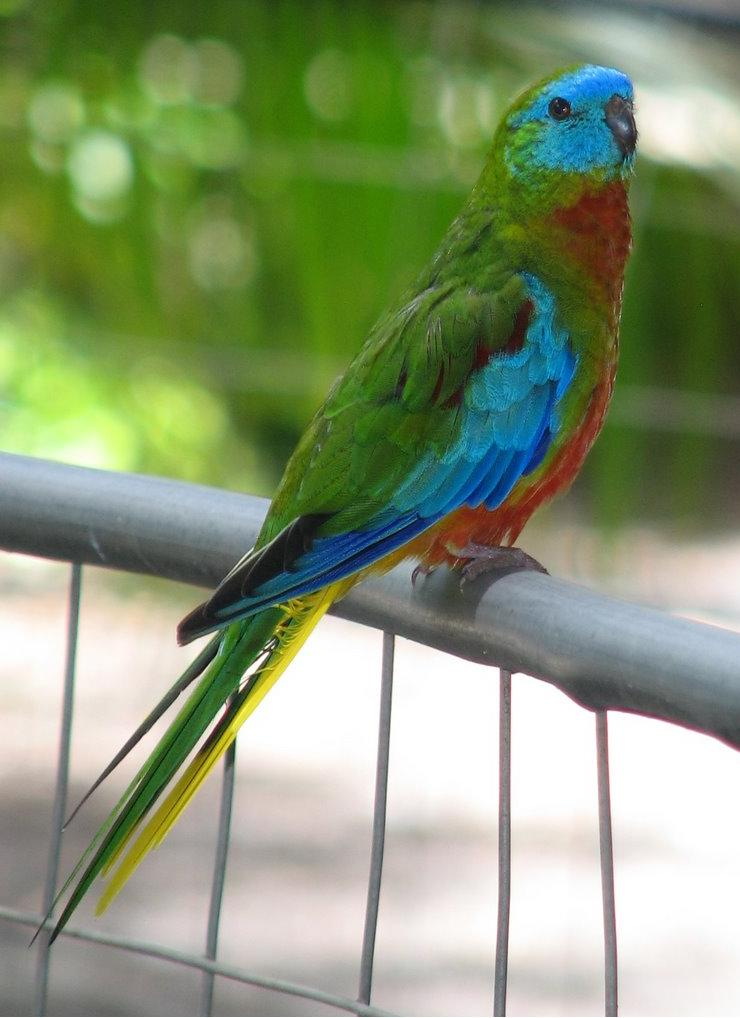
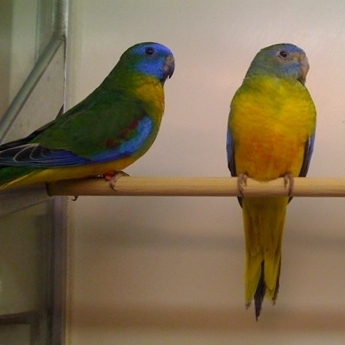
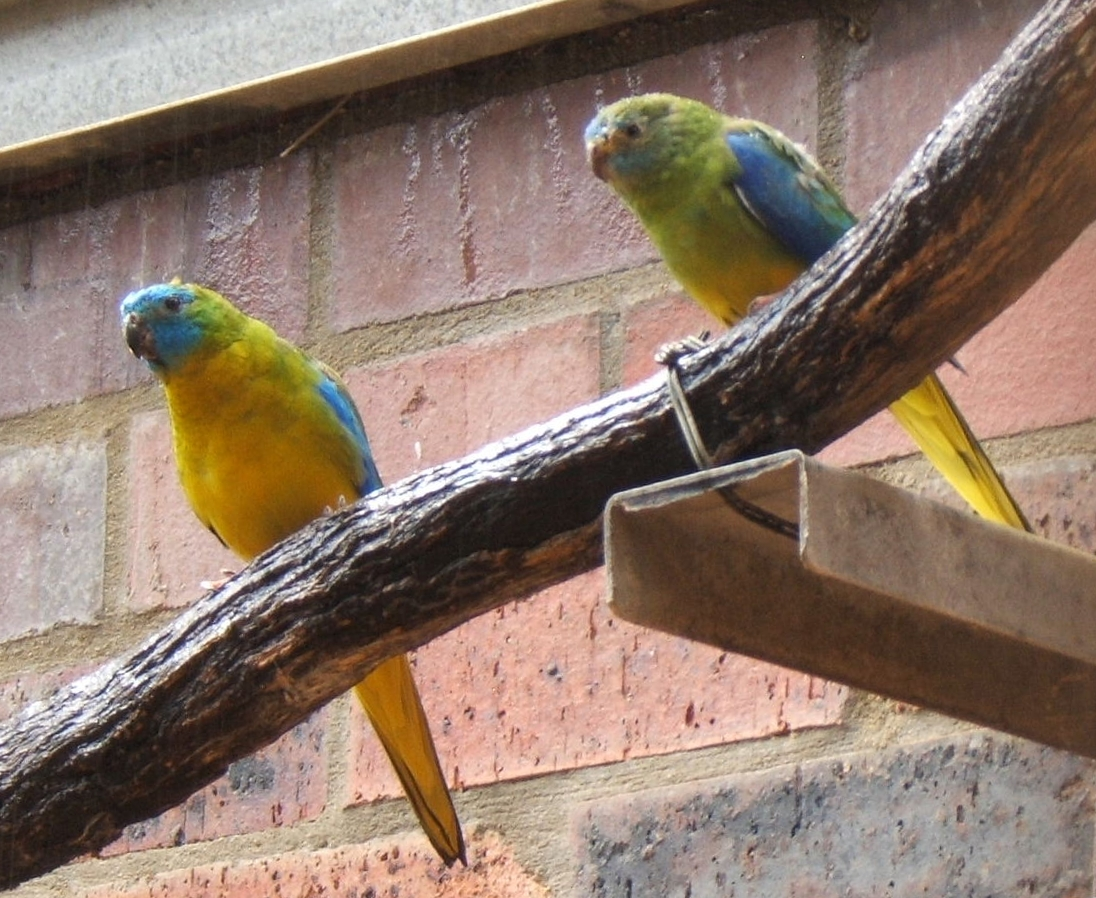
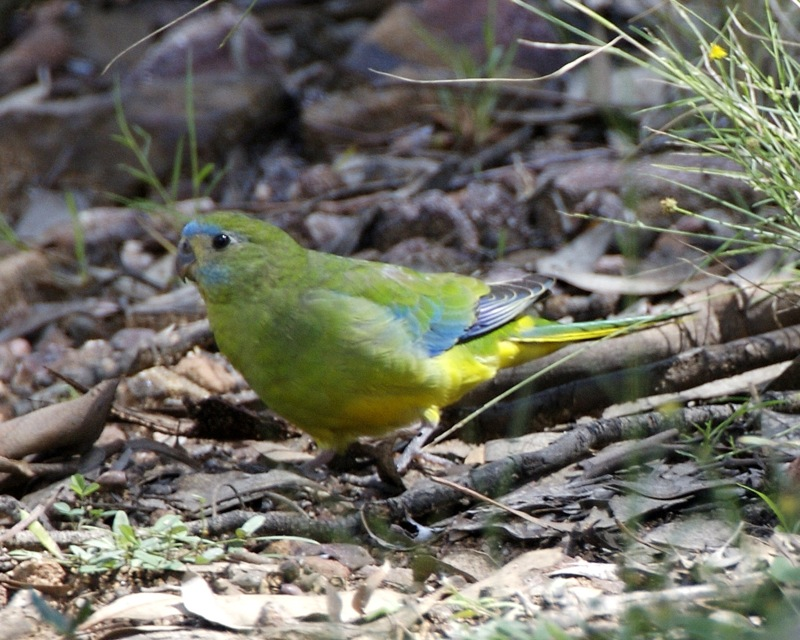